# Barbie és a rózsaszín balettcipő
A Barbie és a rózsaszín balettcipő (eredeti cím: Barbie in the Pink Shoes) egész estés amerikai 3D-s számítógépes animációs film, amelyet Owen Hurley rendezett. A forgatókönyvet Alison Taylor írta, a zenéjét Jim Dooley szerezte.
Amerikában 2013 februárjában, Magyarországon pedig ugyanabban az évben március 12-én adták ki DVD-n.

## Cselekmény
Perdülj táncra Barbie varázslatos kalandjában, aki ezúttal Kristynt, a nagyratörő álmokat dédelgető balerinát alakítja! Abban a pillanatban, ahogy Kristyn felpróbál egy pár ragyogó balettcipőt, és legjobb barátnője, Hailey a balett fantasztikus világába csöppennek. Ahhoz, hogy Kristyn legyőzhesse a gonosz Hókirálynőt, kedvenc balettjeiben kell táncolnia. Barbie csodás utazása a tánc világában olyan legendás előadásokat vonultat fel mint a Giselle és A hattyúk tava, és megmutatja, hogy minden álmod valóra válhat, ha szívből táncolsz!

## Szereplők
| Szereplő                    | Eredeti hang   | Magyar hang     | Leírás |
| --------------------------- | -------------- | --------------- | ------ |
| Barbie (Kristyn)            | Kelly Sheridan | Csondor Kata    |        |
| Hailey                      | Katie Crown    | ?               |        |
| Tara (Hannah)               | Ali Liebert    | ?               |        |
| Dillon (Seigfried herceg)   | Brett Dier     | Markovics Tamás |        |
| Rothbart / Thorpe / Peasant | Bill Mondy     | ?               |        |